# 高橋しょう子
高橋 しょう子（たかはし しょうこ、1993年5月13日 - ）は、日本の元グラビアアイドル、元AV女優である。愛知県出身。リスタープロ所属。
グラビアアイドル全盛時はホットラインプロモーション所属。AV現役時はトッププロ所属。AV女優時の専属メーカーはMOODYZ。
グラビアアイドルとしての活動名、高崎 聖子（たかさき しょうこ）の名でも知られる。

## 経歴

### ライブアイドル期
24時間テレビのSKE48のライブを見たことでアイドルを目指す。後に『SKE48第二期メンバーオーディション』を受けるが不合格に。2012年7月15日、『モリコロパーク夏祭り スペシャルライブイベント』にてメイドアイドルユニット「もえりぃすたぁ」の一員としてライブデビュー。同年10月5日、アイドルグループ「CAMOUFLAGE」のギター担当として活動開始。その後は名古屋でライブアイドル活動を行いながら、大須のアイドルカフェ「A.icafe」とメイドカフェ&ダイニング「萌えりぃ」でアルバイトをしていた。

### グラビアアイドル期
2013年6月にグラビアデビュー、以降は全国発売のスポーツ新聞や雑誌のグラビアなどでコンスタントに出演。グラビアアイドルとしての評価は高く、2013年にはアイドルDVDメーカーが選ぶ「プロが選ぶアイドルDVD賞」新人賞に選ばれている。2014年はMVPに選ばれた。徳間書店『アサ芸Secret』グラドルアワード2013においては最優秀新人賞に選ばれた。2014年1月の『週刊プレイボーイ』グラビアアイドル番付（グラドル番付初場所とも）では西関脇、雑誌BXの2014年春場所のグラビアアイドル番付では東大関に格付された。2015年1月の週刊プレイボーイグラビアアイドル番付では西横綱に格付された。
2015年9月9日、「日テレジェニック2015」のメンバーに選出されたが、同年の10月2日に辞退したことが発表された。同年にはキラ☆アンとガールズロックバンド「HöLDERLINS（ヘルダーリンズ）」を結成。
2015年のぶんか社『EX MAX!』（2015年12月号）での表紙＆巻頭グラビアがこの名義での最後の仕事となった。このグラビアでは「高崎聖子からみなさんへ」と題して「私たかしょーこと、高崎聖子は今後水着を着ません!!もしかしたら今後、全く違う形でお会いすることがあるかもしれません。その時はぜひ、暖かく見守っていただけますと幸いです!!」とメッセージが出されていた。2016年1月31日付けでホットラインプロモーションを退所、ライブアイドル・グラビアアイドルとしての活動を終了した。

### AV女優期
2016年4月4日、講談社『FRIDAYダイナマイト』2016年4月18日号で高橋しょう子に改名として活動再開。講談社『FRIDAY』5月13日・20日GW合併号にて、初のセミヌードを披露。その後同年5月1日、『グラビア四天王たかしょーMUTEKI Debut 高橋しょう子』（MUTEKI）でAV女優としてデビュー。同年6月2日、初のヘアヌード写真集『たかしょー』を発売した。7月12日、アダルトビデオの祭典「AV OPEN 2016」の開会式に参加し、女優部門にエントリーすることを発表。作品はMOODYZからリリースされる。結果は総合グランプリ、セル、配信、レンタル、女優部門、作品賞（ファン投票部門）、女優賞（ファン投票部門）の7冠を受賞。
2017年4月23日、DMM.R18アダルトアワード2017にて最優秀新人女優賞、最優秀作品賞x3（『グラビア四天王たかしょーMUTEKI Debut 高橋しょう子』、通販・配信・レンタル）の4冠を受賞。
2017年、AV OPEN2017のイメージガールに就任。11月16日、イベルトガールに三上悠亜と就任。
2018年3月、ガールズロックバンド「HöLDERLINS(ヘルダーリンズ)」脱退し、AV女優に専念。
2018年5月、DMM.R18アダルトアワード2018優秀女優賞受賞。

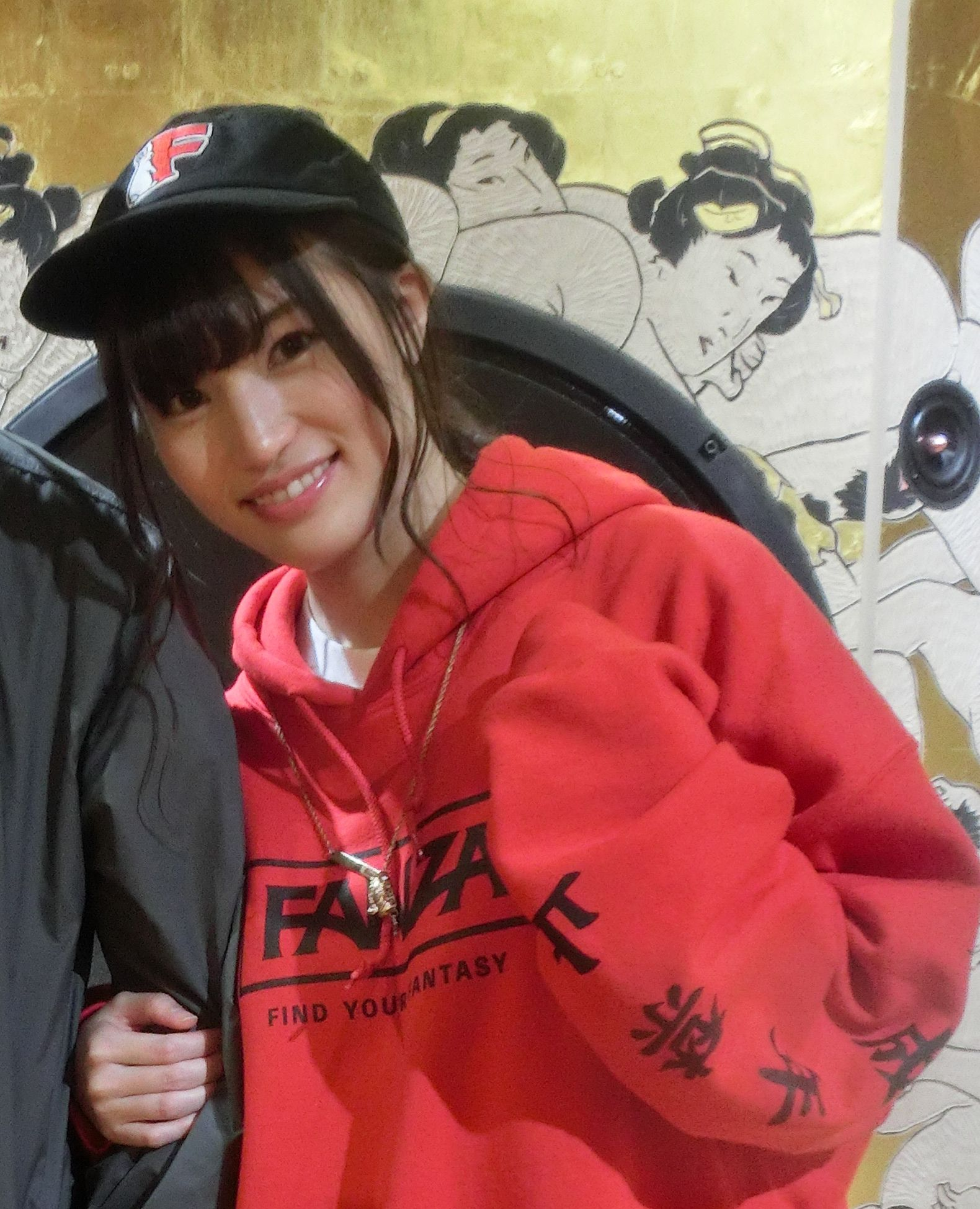
2018年10月撮影

2018年9月、映画『監幽 KAN-YU』で映画初主演。2019年、イベルトガールを2年連続で引き続き務める。
2020年「月刊FANZA」4月号で発表された「このAV女優がすごい!2020冬」では表彰対象ではないものの女優総合部門の読者投票1位を獲得。2020年上半期の女優別アダルトビデオ売り上げ第8位。
2020年7月4日、第4期イベルトガールに深田えいみ、明里つむぎとともに就任（高橋は3年連続）。
2020年7月24日、楽曲イメージビデオ「SEXy × DJ × ROCK’N’ROLL」をdTVで発表。1年間の出演DVD総売り上げで決定する、FANZA発表2020年年間AV女優ランキング6位を獲得。
2021年4月に発表されたアサヒ芸能「2021現役AV女優SEXY総選挙」で第1位。2021年8月発表「読者300人が選んだFLASH 2021セクシー女優ランキング」読者投票10位。同年12月、光文社『FLASH』発表の2021年セクシー女優ランキング第26位。月刊FANZA発表2021年下半期AV女優ランキング6位。
2022年4月1日、デビュー5周年となる5月の作品をもってAV女優業を引退することを自身のTwitterにおいて発表。理由については、NEWSポストセブンによる取材に「このご時世、自分の身体を大切にしたい」と答えている。引退作は3月28日週、4月4日週、と2週連続でFANZA通販フロアランキング1位を記録。また2022年上半期作品ランキング1位となった。2022年12月、アサヒ芸能発表「2022AV年間セールスランキング」で引退作が3位にランクイン。
引退後、リスタープロに籍を置き、ギタリスト、モデルとして活動。『週刊大衆』2025年7月7日号で過去の撮り下ろしをまとめた復刻グラビアが掲載。台湾でも撮影復帰が報道された。

## 人物
2022年に刊行した自伝では比較的裕福な家に生まれたものの、母方の親族が信じていた宗教を理由に高校1年で両親が離婚。定時制に移り、アルバイトしなければいけない環境になったことがアイドルやその後の人生のきっかけとしている。
ニックネームの「たかしょー」は、トップリードの新妻悠太が命名。パーパー・あいなぷぅは小中の同級生。
好きなスポーツはソフトテニス。好きな体の部位はアキレス腱で、かなりのフェチであり、他人のアキレス腱を見ると異常に興奮してしまい、周囲から気持ち悪がられている。
初体験は16歳、高校1年生の冬であった。相手は交際していた「年上のおとなしい先輩」で、場所は彼の家。初体験後の経験人数は6人くらいで、いずれも交際相手だった。グラビアアイドル時代の2年間は、所属事務所の恋愛禁止の規則もあり、彼氏はいなかった。オナニーは14歳から毎日しており、今も毎日電マを愛用している。胸は中学2年生の時から徐々に大きくなっていった。陥没乳頭気味であるが、それが特徴となっている。
AVデビューにあたり、星野ナミの作品を参考にした。目標とするAV女優は上原亜衣。普段着はストリートファッション系。グラビアイメージビデオとAV撮影の違いを、イメージビデオは外で撮影することが多く、時間がタイト。AVはカット割りのある映画のように丁寧に撮影される。またスタッフからのケアが手厚かったと述べている。
アイドル時代、AV女優時代を通じて趣味はギター。アイドル時代は赤いスクワイヤーのストラト、エピフォンの黒色のレスポールスタジオを愛用。その後の女優時期には1998年製のPRS Custom 24を愛用。エフェクターはFUZZをベースに、踏むと光るLEDライトのついたものを使用。
AVライター・くろがね阿礼はAV女優としての5年を振り返り、容姿、プレイテクニック、それを魅せる技術もデビュー時からいい意味で完成されていたと記述。「ただ感じて見せるだけで、セックスが好きだと表現するだけで、彼女は骨太な官能を魅せることができた女優」と論じている。

## 作品

### アダルトビデオ
| 発売日   | タイトル | 規格   | 品番      | メーカー      | 備考 |
| 2016年   | 2016年 | 2016年 | 2016年    | 2016年        | 2016年 |
| -------- | --- | ------ | --------- | ------------- | --- |
| 5月1日   | グラビア四天王たかしょーMUTEKI Debut                                                                                       | DVD    | TEK-077   | MUTEKI        | ※デビュー作 |
| 5月1日   | グラビア四天王たかしょーMUTEKI Debut                                                                                       | BD     | 9TEK-077  | MUTEKI        | ※デビュー作 |
| 9月1日   | Gカップ完璧ボディ芸能人 高橋しょう子 MOODYZ AVデビュー!!                                                                   | DVD    | AVOP-210  | MOODYZ        | ※「AV OPEN 2016」女優部門エントリー作品。 ※ BD版は2016年11月19日発売。DVD版には未収録の映像が追加収録されている。 |
| 9月1日   | Gカップ完璧ボディ芸能人 高橋しょう子 MOODYZ AVデビュー!!                                                                   | BD     | 9MIDE-377 | MOODYZ        | ※「AV OPEN 2016」女優部門エントリー作品。 ※ BD版は2016年11月19日発売。DVD版には未収録の映像が追加収録されている。 |
| 10月1日  | グラビアアイドル4本番 | DVD    | MIDE-360  | MOODYZ        | |
| 10月1日  | グラビアアイドル4本番 | BD     | 9MIDE-360 | MOODYZ        | |
| 11月1日  | グラビアアイドル初イキッ!!                                                                                                 | DVD    | MIDE-369  | MOODYZ        | |
| 11月1日  | グラビアアイドル初イキッ!!                                                                                                 | BD     | 9MIDE-369 | MOODYZ        | |
| 12月9日  | グラビア究極メイド濃厚ご奉仕サービス                                                                                       | DVD    | MIDE-379  | MOODYZ        | |
| 12月9日  | グラビア究極メイド濃厚ご奉仕サービス                                                                                       | BD     | 9MIDE-379 | MOODYZ        | |
| 2017年   | |        |           |               | |
| 1月1日   | たかしょーのおっぱいでイカせてあげる おっぱい国宝                                                                          | DVD    | MIDE-389  | MOODYZ        | |
| 1月1日   | たかしょーのおっぱいでイカせてあげる おっぱい国宝                                                                          | BD     | 9MIDE-389 | MOODYZ        | |
| 2月1日   | グラビアソープ | DVD    | MIDE-399  | MOODYZ        | |
| 2月1日   | グラビアソープ | BD     | 9MIDE-399 | MOODYZ        | |
| 3月1日   | グラビアアイドルの世界最高お姉ちゃん                                                                                       | DVD    | MIDE-409  | MOODYZ        | |
| 3月1日   | グラビアアイドルの世界最高お姉ちゃん                                                                                       | BD     | 9MIDE-409 | MOODYZ        | |
| 4月1日   | 禁欲爆発焦らされオーガズム                                                                                                 | D      | MIDE-419  | MOODYZ        | |
| 4月1日   | 禁欲爆発焦らされオーガズム                                                                                                 | BD     | 9MIDE-419 | MOODYZ        | |
| 5月1日   | 転校生はグラビアアイドル                                                                                                   | DVD    | MIDE-430  | MOODYZ        | |
| 5月1日   | 転校生はグラビアアイドル                                                                                                   | BD     | 9MIDE-430 | MOODYZ        | |
| 6月2日   | 高橋しょう子と一泊二日温泉に行きませんか?                                                                                  | DVD    | MIDE-440  | MOODYZ        | |
| 6月2日   | 高橋しょう子と一泊二日温泉に行きませんか?                                                                                  | BD     | 9MIDE-440 | MOODYZ        | |
| 7月1日   | グラビア女教師の誘惑 | DVD    | MIDE-448  | MOODYZ        | |
| 7月1日   | グラビア女教師の誘惑 | BD     | 9MIDE-448 | MOODYZ        | |
| 8月1日   | 止まらない唾液交換と濃密ベロチュウ                                                                                         | DVD    | MIDE-456  | MOODYZ        | |
| 8月1日   | 止まらない唾液交換と濃密ベロチュウ                                                                                         | BD     | 9MIDE-456 | MOODYZ        | |
| 9月1日   | グラビアアイドル究極進化! 1年で開発された神BODY! 大痙攣イキまくり乱交解禁スペシャル!                                       | DVD    | MIDE-465  | MOODYZ        | |
| 9月1日   | グラビアアイドル究極進化! 1年で開発された神BODY! 大痙攣イキまくり乱交解禁スペシャル!                                       | BD     | 9MIDE-465 | MOODYZ        | |
| 10月1日  | もしも、グラビアアイドル高橋しょう子と結婚したら…                                                                          | DVD    | MIDE-471  | MOODYZ        | |
| 10月1日  | もしも、グラビアアイドル高橋しょう子と結婚したら…                                                                          | BD     | 9MIDE-471 | MOODYZ        | |
| 11月1日  | うまのり誘惑!! おっぱい爆揺れ淫語騎乗位                                                                                    | DVD    | MIDE-481  | MOODYZ        | |
| 11月1日  | うまのり誘惑!! おっぱい爆揺れ淫語騎乗位                                                                                    | BD     | 9MIDE-481 | MOODYZ        | |
| 12月1日  | 小悪魔グラドルの超高級メンズエステサロン                                                                                   | DVD    | MIDE-489  | MOODYZ        | |
| 12月1日  | 小悪魔グラドルの超高級メンズエステサロン                                                                                   | BD     | 9MIDE-489 | MOODYZ        | |
| 2018年   | |        |           |               | |
| 1月1日   | 1日10回射精しても止まらないオーガズムSEX 芸能人SP                                                                          | DVD    | MIDE-500  | MOODYZ        | |
| 1月1日   | 1日10回射精しても止まらないオーガズムSEX 芸能人SP                                                                          | BD     | 9MIDE-500 | MOODYZ        | |
| 2月1日   | 濃厚極上風俗フルコース | DVD    | MIDE-511  | MOODYZ        | |
| 2月1日   | 濃厚極上風俗フルコース | BD     | 9MIDE-511 | MOODYZ        | |
| 3月13日  | ビクビク超痙攣!! おっぱい性感開発オイルマッサージ                                                                          | DVD    | MIDE-522  | MOODYZ        | |
| 3月13日  | ビクビク超痙攣!! おっぱい性感開発オイルマッサージ                                                                          | BD     | 9MIDE-522 | MOODYZ        | |
| 4月1日   | 痴漢に堕ちたグラビアアイドル 高橋しょう子 -羞恥・困惑・望まない絶頂-                                                       | DVD    | MIDE-533  | MOODYZ        | |
| 4月1日   | 痴漢に堕ちたグラビアアイドル 高橋しょう子 -羞恥・困惑・望まない絶頂-                                                       | BD     | 9MIDE-533 | MOODYZ        | |
| 5月1日   | ノーブラ挑発小悪魔グラドル                                                                                                 | DVD    | MIDE-542  | MOODYZ        | |
| 6月1日   | 無制限絶頂! ポルチオ開発Gスポット体位性交                                                                                  | DVD    | MIDE-551  | MOODYZ        | |
| 7月1日   | グラドルたかしょーの乳首をず～っとこねくり続けるとどうなってしまうのか。                                                   | DVD    | MIDE-560  | MOODYZ        | |
| 8月1日   | クリムゾン×高橋しょう子 24時間耐久エロマッサージ ～生放送のネットテレビでハメられたグラビアアイドル～                      | DVD    | MIMK-055  | MOODYZ        | |
| 9月1日   | 乳感度上昇!! おっぱい揉んで揉んで同時イキ                                                                                  | DVD    | MIDE-575  | MOODYZ        | |
| 10月1日  | 女教師レ×プ輪姦 | DVD    | MIDE-582  | MOODYZ        | |
| 11月1日  | 早漏イクイク敏感4SEX | DVD    | MIDE-589  | MOODYZ        | |
| 12月1日  | 【ムーディーズ専属×エスワン人気シリーズ】 交わる体液、濃密セックス 13連射ノンストップSP                                    | DVD    | SSNI-356  | S1 NO.1 STYLE | |
| 12月1日  | ふたりは無敵 | DVD    | TEK-097   | MUTEKI        | 三上悠亜との共演作                                                                                                |
| 2019年   | |        |           |               | |
| 1月1日   | 初めての童貞筆おろし 絶頂スペシャル                                                                                        | DVD    | MIDE-608  | MOODYZ        | |
| 2月1日   | グラドル撮影NTR ～最低な元カレの映像ディレクターに何度も抱かれた僕の婚約者の浮気映像～                                     | DVD    | MIDE-619  | MOODYZ        | |
| 3月1日   | 激イキ937痙攣絶頂汁噴射3896cc 遂に理性がぶっ壊れた!大乱交 ～壮絶アクメSPECIAL～                                            | DVD    | MIDE-628  | MOODYZ        | |
| 4月1日   | 最高級デリバリーヘルス | DVD    | MIDE-636  | MOODYZ        | |
| 5月1日   | 高橋しょう子と本番ができる超過激サービスおっパブ店                                                                         | DVD    | MIDE-645  | MOODYZ        | |
| 6月1日   | これが噂の媚薬漬け巨乳捜査官                                                                                               | DVD    | MIDE-654  | MOODYZ        | |
| 7月1日   | グラドルおま○こ舐めつくし クンニ絶頂フルコース                                                                             | DVD    | MIDE-663  | MOODYZ        | |
| 8月1日   | 彼女が四日間、旅行で留守の間、彼女のグラドルお姉さんとハメまくったドエロ純愛記録                                           | DVD    | MIDE-670  | MOODYZ        | |
| 9月1日   | 恋愛禁止のグラビアアイドルと僕の絶対バレちゃいけないラブラブ同棲生活                                                       | DVD    | MIDE-678  | MOODYZ        | |
| 9月13日  | 高橋しょう子 初BEST 12タイトル720分                                                                                        | DVD    | MIZD-153  | MOODYZ        | ※単体ベスト |
| 9月13日  | 高橋しょう子 初BEST 12タイトル720分                                                                                        | BD     | 9MIZD-153 | MOODYZ        | ※単体ベスト |
| 10月1日  | 最高級奴隷オークション | DVD    | MIDE-686  | MOODYZ        | |
| 11月1日  | Gcupグラドルコスプレイヤー乱交オフ会                                                                                       | DVD    | MIDE-696  | MOODYZ        | |
| 11月1日  | Gcupグラドルコスプレイヤー乱交オフ会                                                                                       | BD     | 9MIDE-696 | MOODYZ        | |
| 12月1日  | 【深夜25時】終電逃し×相部屋NTR 結婚が決まってる女上司とWベッドの上で次の日までハメまくったホテル浮気                       | DVD    | MIDE-709  | MOODYZ        | |
| 12月1日  | 【深夜25時】終電逃し×相部屋NTR 結婚が決まってる女上司とWベッドの上で次の日までハメまくったホテル浮気                       | BD     | 9MIDE-709 | MOODYZ        | |
| 2020年   | |        |           |               | |
| 1月1日   | 30日間禁欲させたド淫乱高橋しょう子を即ズボOKで派遣します。                                                                 | DVD    | MIDE-719  | MOODYZ        | |
| 1月1日   | 30日間禁欲させたド淫乱高橋しょう子を即ズボOKで派遣します。                                                                 | BD     | 9MIDE-719 | MOODYZ        | |
| 2月1日   | 大嫌いな夫の上司に巨乳妻は何度も犯されて。                                                                                 | DVD    | MIDE-730  | MOODYZ        | |
| 2月1日   | 大嫌いな夫の上司に巨乳妻は何度も犯されて。                                                                                 | BD     | 9MIDE-730 | MOODYZ        | |
| 3月1日   | 突然のゲリラ豪雨 グラドルと遭難小屋で朝まで二人きり…                                                                       | DVD    | MIDE-742  | MOODYZ        | |
| 3月1日   | 突然のゲリラ豪雨 グラドルと遭難小屋で朝まで二人きり…                                                                       | BD     | 9MIDE-742 | MOODYZ        | |
| 4月1日   | 超高級SEXYランジェリー販売員の見せつけ誘惑セールス                                                                         | DVD    | MIDE-754  | MOODYZ        | |
| 4月1日   | 超高級SEXYランジェリー販売員の見せつけ誘惑セールス                                                                         | BD     | 9MIDE-754 | MOODYZ        | |
| 5月1日   | 追撃射精！追撃男潮吹き！追撃強●SEX！ 身動きできない男を24時間、無制限射精監禁・拘束スイートルーム 高橋しょう子             | DVD    | MIDE-765  | MOODYZ        | |
| 5月1日   | 追撃射精！追撃男潮吹き！追撃強●SEX！ 身動きできない男を24時間、無制限射精監禁・拘束スイートルーム 高橋しょう子             | BD     | 9MIDE-765 | MOODYZ        | |
| 6月1日   | 母の再婚相手にお姉ちゃんが犯●れているのを見てショタクズ勃起 高橋しょう子                                                   | DVD    | MIDE-777  | MOODYZ        | |
| 6月1日   | 母の再婚相手にお姉ちゃんが犯●れているのを見てショタクズ勃起 高橋しょう子                                                   | BD     | 9MIDE-777 | MOODYZ        | |
| 7月1日   | 焦らされ…焦らされ…射精管理されちゃったボク                                                                                 | DVD    | MIDE-791  | MOODYZ        | |
| 7月1日   | 焦らされ…焦らされ…射精管理されちゃったボク                                                                                 | BD     | 9MIDE-791 | MOODYZ        | |
| 8月1日   | 無限ピストン潮吹き絶叫アクメ 取引先の恵体OLオマ●コに喰い込む猥褻商品を着用させて逃がさない！                               | DVD    | MIDE-805  | MOODYZ        | |
| 8月1日   | 無限ピストン潮吹き絶叫アクメ 取引先の恵体OLオマ●コに喰い込む猥褻商品を着用させて逃がさない！                               | BD     | 9MIDE-805 | MOODYZ        | |
| 9月1日   | 倦怠期中の上司の嫁と何度も何度もヤリまくった真夏の汗だく不倫旅行                                                           | DVD    | MIDE-814  | MOODYZ        | |
| 9月1日   | 倦怠期中の上司の嫁と何度も何度もヤリまくった真夏の汗だく不倫旅行                                                           | BD     | 9MIDE-814 | MOODYZ        | |
| 10月1日  | 忘年会で飲みすぎた同僚を僕の家で介抱することに。シャワーと着替えを提供したらノーパンノーブラ状態に…たまらず何度もSEXした。 | DVD    | MIDE-828  | MOODYZ        | |
| 10月1日  | 忘年会で飲みすぎた同僚を僕の家で介抱することに。シャワーと着替えを提供したらノーパンノーブラ状態に…たまらず何度もSEXした。 | BD     | 9MIDE-828 | MOODYZ        | |
| 11月1日  | 拷問アクメに堕ちる女教師                                                                                                   | DVD    | MIDE-837  | MOODYZ        | |
| 11月1日  | 拷問アクメに堕ちる女教師                                                                                                   | BD     | 9MIDE-837 | MOODYZ        | |
| 12月1日  | ぷるるん質感すべすべ肌Gカップ美巨乳でヌキまくるエステ嬢のパイズリ挟射フルコース                                            | DVD    | MIDE-850  | MOODYZ        | |
| 12月1日  | ぷるるん質感すべすべ肌Gカップ美巨乳でヌキまくるエステ嬢のパイズリ挟射フルコース                                            | BD     | 9MIDE-850 | MOODYZ        | |
| 2021年   | |        |           |               | |
| 1月1日   | チクビをイジリっぱなしで男を早漏化させる連射性交                                                                           | DVD    | MIDE-862  | MOODYZ        | |
| 1月1日   | チクビをイジリっぱなしで男を早漏化させる連射性交                                                                           | BD     | 9MIDE-862 | MOODYZ        | |
| 2月1日   | あの水泳部の先生さ、無自覚に巨乳見せつけやがって超ムカツクから絶倫強欲男子にヤリタイ放題レ×プさせちゃった。                | DVD    | MIDE-875  | MOODYZ        | |
| 2月1日   | あの水泳部の先生さ、無自覚に巨乳見せつけやがって超ムカツクから絶倫強欲男子にヤリタイ放題レ×プさせちゃった。                | BD     | 9MIDE-875 | MOODYZ        | |
| 3月1日   | 朝まで肉体接待を強要された巨乳若女将 最低なオヤジ達との鬼畜大宴会でいいなり肉便器と化した私。                              | DVD    | MIDE-889  | MOODYZ        | |
| 3月1日   | 朝まで肉体接待を強要された巨乳若女将 最低なオヤジ達との鬼畜大宴会でいいなり肉便器と化した私。                              | BD     | 9MIDE-889 | MOODYZ        | |
| 4月1日   | バキュームフェラ大好きお姉さんのディープスロート・たっぷり射精・追撃おしゃぶり                                             | DVD    | MIDE-902  | MOODYZ        | 2021年5月1日、Ultra HD Blu-ray版発売。                                                                            |
| 4月1日   | バキュームフェラ大好きお姉さんのディープスロート・たっぷり射精・追撃おしゃぶり                                             | BD     | 9MIDE-902 | MOODYZ        | 2021年5月1日、Ultra HD Blu-ray版発売。                                                                            |
| 5月1日   | 都合のイイ女肉オナホ（しょう子）いいなり絶品ボディをラブホに呼び出しヤリたい放題                                           | DVD    | MIDE-915  | MOODYZ        | |
| 5月1日   | 都合のイイ女肉オナホ（しょう子）いいなり絶品ボディをラブホに呼び出しヤリたい放題                                           | BD     | 9MIDE-915 | MOODYZ        | |
| 6月1日   | あの夏、張り込み捜査中巨乳な先輩と交わりまくった…。                                                                        | DVD    | MIDE-928  | MOODYZ        | |
| 6月1日   | あの夏、張り込み捜査中巨乳な先輩と交わりまくった…。                                                                        | BD     | 9MIDE-928 | MOODYZ        | |
| 6月8日   | みんなあつまれ! MOODYZキャンペーン ～たかしょー5周年お祝いだ! 魅力再発見Special DVD! ～                                    | DVD    | WICP-001  | MOODYZ        | |
| 6月13日  | 元・芸能人グラビア四天王高橋しょう子 2nd BEST 720min.                                                                      | DVD    | MIZD-229  | MOODYZ        | ※単体ベスト |
| 7月1日   | 感度爆上がりボディを一日中ぶっ通しでハメまくる ノンストップ無限オーガズムキメセク潮吹き超絶頂                              | DVD    | MIDE-943  | MOODYZ        | |
| 7月1日   | 感度爆上がりボディを一日中ぶっ通しでハメまくる ノンストップ無限オーガズムキメセク潮吹き超絶頂                              | BD     | 9MIDE-943 | MOODYZ        | |
| 8月1日   | 会社をクビにされた中年オヤジが一年後、社長令嬢を監禁 一週間、真夏のゴミ部屋で汗だく巨漢プレス                              | DVD    | MIDE-953  | MOODYZ        | |
| 8月1日   | 会社をクビにされた中年オヤジが一年後、社長令嬢を監禁 一週間、真夏のゴミ部屋で汗だく巨漢プレス                              | BD     | 9MIDE-953 | MOODYZ        | |
| 9月7日   | 出張先で巨乳女上司のからかいオッパイ誘惑に我慢できずヤリパコ相部屋                                                         | DVD    | MIDE-964  | MOODYZ        | |
| 9月7日   | 出張先で巨乳女上司のからかいオッパイ誘惑に我慢できずヤリパコ相部屋                                                         | BD     | 9MIDE-964 | MOODYZ        | |
| 10月5日  | 解禁 高橋しょう子 初めての中出し性交                                                                                       | DVD    | MIDE-975  | MOODYZ        | |
| 10月5日  | 解禁 高橋しょう子 初めての中出し性交                                                                                       | BD     | 9MIDE-975 | MOODYZ        | |
| 11月2日  | 性処理接待スイートルーム 自分の部下に裏切られた女社長の私は、ムカつく取引先の濃厚オヤジ達に朝まで、何度も、イカされ続けて… | DVD    | MIDE-990  | MOODYZ        | |
| 11月2日  | 性処理接待スイートルーム 自分の部下に裏切られた女社長の私は、ムカつく取引先の濃厚オヤジ達に朝まで、何度も、イカされ続けて… | BD     | 9MIDE-990 | MOODYZ        | |
| 12月7日  | 「もうイッてるってばぁ！」連続中出しオーガズムSP                                                                           | DVD    | MIDV-010  | MOODYZ        | |
| 12月7日  | 「もうイッてるってばぁ！」連続中出しオーガズムSP                                                                           | BD     | 9MIDV-010 | MOODYZ        | |
| 2022年   | |        |           |               | |
| 1月4日   | 媚薬漬け監禁拘束潮吹きアクメ 愛する妹のために…絶倫オヤジの激ピストンをいつでも受け入れる即ズボ身代わり肉便器               | DVD    | MIDV-023  | MOODYZ        | |
| 1月4日   | 媚薬漬け監禁拘束潮吹きアクメ 愛する妹のために…絶倫オヤジの激ピストンをいつでも受け入れる即ズボ身代わり肉便器               | BD     | 9MIDV-023 | MOODYZ        | |
| 2月1日   | 大嫌いな絶倫義父に危険日狙って孕むまで何度も何度も中出しされて… 高橋しょう子                                               | DVD    | MIDV-040  | MOODYZ        | |
| 2月1日   | 大嫌いな絶倫義父に危険日狙って孕むまで何度も何度も中出しされて… 高橋しょう子                                               | BD     | 9MIDV-040 | MOODYZ        | |
| 3月1日   | 聴覚や視覚を刺激して貴方のちんしこを指示！ ASMR主観 JOI 高画質映像 高橋しょう子のオナニーサポート                          | DVD    | MIDV-058  | MOODYZ        | |
| 3月1日   | 聴覚や視覚を刺激して貴方のちんしこを指示！ ASMR主観 JOI 高画質映像 高橋しょう子のオナニーサポート                          | BD     | 9MIDV-058 | MOODYZ        | |
| 5月4日   | 引退 Gカップ完璧ボディAVで最後の性交                                                                                       | DVD    | MIDV-099  | MOODYZ        | |
| 5月4日   | 引退 Gカップ完璧ボディAVで最後の性交                                                                                       | BD     | 9MIDV-099 | MOODYZ        | |
| 10月18日 | 高橋しょう子12時間BEST | DVD    | MIZD-299  | MOODYZ        | ※単体ベスト |

### アダルトVR
| 発売日        | タイトル | 品番      | メーカー  | 備考               |
| ------------- | --- | --------- | --------- | ------------------ |
| 2017年11月1日 | MOODYZ長尺VR 高橋しょう子Gカップ本物グラドルとバーチャルSEX体験!! | MDVR-0012 | MOODYZ VR |                    |
| 2018年12月1日 | MUTEKI10周年記念Special W芸能人VR 芸能人とドリーム逆3P体験 | VRMTｰ0001 | MUTEKI VR | 三上悠亜との共演作 |
| 2022年4月4日  | 高橋しょう子ハイクオリティ中出しインパクト!! 高画質・高没入・本気・本イキ・ 大満足! たかしょーをアナタだけがひとりじめ! キスも乳揉みも中出しもしまくり 最高2SEX130分SPECIAL!! | MDVR-207  | MOODYZ VR |                    |

### イメージビデオ
※タイトル太字はBD版も併売
- ミルキー・グラマー（2013年6月21日、竹書房）
- Unrequited Love?（2013年9月20日、イーネット・フロンティア）
- たかShow （2014年1月24日、竹書房）
- reciprocal love!（2014年4月24日、イーネット・フロンティア）
- バロンガール（2014年7月20日、ラインコミュニケーションズ）
- d-BOMB  Love Salvation（2014年10月22日、ソニーミュージック）
- Beach Angels 高崎聖子 in ハワイ島（2015年1月28日、バップ）
- Treasure Love（2015年4月20日、ラインコミュニケーションズ）
- ナインスコード（2015年9月18日、イーネット・フロンティア）

| 発売日         | タイトル       | 規格 | 品番    | メーカー   | 備考                |
| -------------- | -------------- | ---- | ------- | ---------- | ------------------- |
| 2016年11月25日 | ALL NUDE       | DVD  | OAE-108 | Aircontrol | [ 69 ]              |
| 2018年2月25日  | 裸神           | DVD  | OAE-140 | Aircontrol | ※「たかしょー」名義 |
| 2020年11月25日 | 危険な恋の予感 | DVD  | OAE-202 | Aircontrol |                     |

| 発売日         | タイトル         | 規格及び品番                     | メーカー         | 備考         |
| -------------- | ---------------- | -------------------------------- | ---------------- | ------------ |
| 2019年12月20日 | 小悪魔           | DVD:MBDD-2035 Blu-ray:MBDD-2035B | メディアブランド | ロケ地：沖縄 |
| 2021年3月19日  | エメラルドの誘惑 | DVD:MBDD-2053 Blu-ray:MBDD-2053B | メディアブランド |              |
| 2022年1月21日  | ヴィーナスの悪戯 | DVD:MBDD-2065 Blu-ray:MBDD-2065B | メディアブランド | ロケ地：沖縄 |

### 漫画原作
- AV女優たかしょーのないしょ話（2020年7月17日、小学館、モバMANレーベル、全3話）共同原作：SHIN、作画：菜央りん[72]

## 出演

### 雑誌
- FRIDAY（2016年5月27日号、講談社）[73] - 表紙
- 月刊DMM（2016年7月号・2017年1月号・2017年10月号、DMM）[74] - 表紙
- SPA!（2016年8月16日・23日合併号、扶桑社） - 表紙、グラビアン魂
- ヤングチャンピオン烈（2016年10月18日号No.11・2017年1月12日号No.2、秋田書店） - 表紙、巻頭グラビア[75]
- 実話大報（2016年12月号、ジーオーティー） - 表紙、巻頭グラビア、インタビュー[76]

### テレビバラエティ
- めチャぶり!（2012年 - 、メ〜テレ）
- チェンジ!（2012年4月 - 9月、テレビ愛知）
- アイドル界隈（2012年10月5日 - 、テレビ愛知）
- アイドルの穴2013〜日テレジェニックを探せ!〜（2013年7月 - 、日本テレビ）
- Beach Angels 高崎聖子 in コナ（2014年7月26日、TBSチャンネル1）
- 有吉反省会（2014年10月19日、日本テレビ）
- モテモテかんぱにーR25（2015年1月8日、15日、22日 - 、関西テレビ）水着AD
- 鎧美女 #1（2015年4月21日、フジテレビONE）鎧美女
- ポンコツ&さまぁ〜ず（2015年5月30日、6月6日、テレビ東京）
- 新みっひーランドみひなな食堂 #4（2016年8月、エンタ!959）
- 高橋しょう子と三上悠亜のSHOW YOUR ROCKETS（2016年10月 - 、エンタ!959）[77][78]
- じっくり聞いタロウ〜スター近況（秘）報告〜（2016年11月24日・2017年6月16日・9月1日・2019年9月13日、テレビ東京）[79]
- 今日のあまつか（2019年11月16日・12月17日、エンタ!959）

### テレビドラマ
- みんな!エスパーだよ!（2013年4月 - 7月、テレビ東京）
- 東京トイボックス（2013年10月 - 、テレビ東京） - シュザンナ 役
- 恋愛時代 第12話（2015年6月19日、読売テレビ）
- 死の臓器（2015年7月12日 - 8月9日、WOWOW） - ストーカーされた女子高生 役
- やれたかも委員会 エピソード5後日編（2018年5月27日、TBS） - 澤部の想像中の高橋しょう子 役

### Webドラマ
- 特命係長 只野仁 AbemaTVオリジナル（2017年1月7日、AbemaTV）第42話「誘う女」 - 梶山奈々 役
  - 特命係長 只野仁 AbemaTVオリジナル2（2018年1月1日、AbemaTV）第49話「帰国偽女」- 真鍋和美（電王堂受付嬢）／ミキ （二役）

### ウェブバラエティ
- 極楽とんぼKAKERUTV（2018年10月25日[80]・2019年1月10日、AbemaTV）
- 人気女優は何にハマってる？ #おうち時間 の楽しみ方（2020年5月30日、YouTube/KAI-YOU Videos）[81]
- 極楽とんぼのタイムリミット（2020年6月14日、ABEMA）[82]
- カチコチTV（2021年1月15日 - 2月5日・5月21日・5月28日、FANZA見放題chライト）
- Live GOes On（2021年2月12日 - 2022年7月9日、F@nTVオリジナル） - アシスタントMC[83]
- 春のパンツまつり2021（2021年3月30日、春のパンツまつり公式サイト） - パンツ人狼 役[84]
- そい見ちゃん（2021年6月10日、FANZA見放題chライト）

### 映画
- 監幽（2018年10月20日、千葉誠治監督） - 紀美 役[85][86]
- 十二のミューズ（2019年3月7日、カイチ・チャン監督） - [87]主演

### ラジオ
- 松下唯・高崎聖子・立松あすの発信しちゃお!![注釈 1]（2012年7月 -2014年6月29日 、レインボータウンFM）
- オレたちゴチャ・まぜっ!〜集まれヤンヤン〜（2014年4月19日 - 2015年4月11日 、MBSラジオ）
- ねむチキ（2021年8月15日・22日、TBSラジオ）

### ミュージックビデオ
- UNICORN（ユニコーン）『あなたが太陽』[88]（2014年3月26日発売『イーガジャケジョロ』収録」）

### イベント
- AVファン感謝祭 Japan Adult Expo（2016年11月10日・11日、ディファ有明）[3]
  - AV OPEN 2016（2016年11月10日）[3]

### ゲーム
- もしカノ もしも彼女が…（2014年8月13日、ガーラポケット）
- 龍が如く 極2（2017年12月7日、セガゲームス）[89] - キャバ嬢・しょう子 役
- 新宿スカウトバトル（2019年12月2日、DMM GAMES）- 謎の女 役[90]

### パチンコ
- Pジューシーハニー3（2021年2月、サンセイアールアンドディ）[91]
- PジューシーハニーH（ハーレム）（2023年5月、サンセイアールアンドディ）
- Pジューシーハニー極嬢MA（2025年1月、サンセイアールアンドディ）[92]

## 書籍・連載

### 連載コラム
- 高崎聖子／たかしょーのJPN47（ぶんか社『EX MAX!』2015年1月号-10月号）47都道府県を満喫するコラム。実際に駅を訪れ周辺散策する旅コラムを基本軸にしていたが、最終回では各地の駅弁食レポ、難読駅名クイズなど駆け足で都道府県制覇した。
- 高橋しょう子のウラ話（2016年4月18日 - 8月15日、夕刊フジ zakzak）[7][93]
- たかしょーの「イっちゃって」（「アサヒ芸能」2017年1月12日年末年始合併号 - 2022年4月28日号、徳間書店）
- たかしょー的変換ショー（2017年4月12日 - 2017年10月4日、東スポ裏通り）[94][95]
- どっちのたかしょー（2017年10月17日 - 2018年3月27日、東スポ裏通り）[96][97]
- 高橋しょう子の底なしでショー（2018年4月17日[98] - 10月2日[99]、東スポ裏通り）
- たかしょーTIME!（2018年10月16日[100] - 2019年4月30日[101]、東スポ裏通り）
- たかしょーのエロい予想図（2019年5月21日[102] - 9月24日、東スポ裏通り）
- 高橋しょう子コラム（2019年9月6日[103] - 2021年7月6日、Rolling  Stone Japan）
- たかしょーの 気になるでしょー（2019年10月15日[104] - 2020年4月1日、東スポ裏通り）

### 単行本
- ドント・ビリーヴ・イン・ラヴ（2022年7月13日、シンコーミュージック）ISBN 978-4-401-65041-5

### 写真集
- 高崎聖子 1st写真集「savior」（2014年9月11日、学習研究社）[105]
- たかしょー（2016年6月2日、講談社、撮影：西田幸樹）ISBN 978-4063528503
- ずっと恋してたい（2016年12月14日、双葉社、撮影：上野勇）ISBN 978-4575312041
- Sho‐Time!!（2017年5月23日、徳間書店、撮影：植野恵三郎）ISBN 978-4198644017
- live show（2017年12月25日、彩文館出版、撮影：ALEX WON）ISBN 978-4775605950
- Sho-Time II ~Love&Angel~（2018年9月26日、徳間書店、撮影：植野恵三郎）ISBN 978-4198646820
- show me!（2020年2月15日、彩文館出版、撮影：斉木弘吉）ISBN 978-4775606209
- Parfait（2020年12月25日、ジーオーティー、撮影：福島裕二）ISBN 978-4823601149
- grateful（2022年2月11日、彩文館出版、撮影：斉木弘吉）ISBN 978-4775606476

### ポーズ集モデル
- パーフェクトヌードポーズ model 高橋しょう子（2019年3月15日、ジーオーティー、撮影：横山こうじ）ISBN 978-4814801664

### デジタル写真集
- FRIDAYデジタル写真集 たかしょー×三上悠亜×紗倉まな「饗宴」（2017年3月31日、講談社）Kindle版 ASIN B06XVL5STZ
- FLASHデジタル写真集R アイドルお忍び秘愛旅（2017年9月8日、光文社、撮影：Takeo Dec.） Kindle版 ASIN B0757LBZF3[106]
- たかしょーの「HOW TO SEX」（2019年5月20日、小学館、撮影：松田忠雄）
- 超豪華ラブホテルで抱いてくれたらいいのに（2020年3月30日、小学館、撮影：扶桑光/）
- Ｇ乳パラダイス vol.1 FRIDAYUデジタル写真集（2020年12月25日、光文社）
- Ｇ乳パラダイス vol.2 FRIDAYUデジタル写真集（2020年12月25日、光文社）
- Ｇ乳パラダイス vol.3 FRIDAYUデジタル写真集 オール未公開100カット超完全版（2020年12月25日、光文社）
- たかしょーの「PLAY SEX FOR YOU」（2021年1月4日、小学館、撮影：松田忠雄）
- 週刊大衆デジタル写真集NUDE：10 高橋しょう子 Another（2021年12月15日、双葉社、撮影：篠原潔）
- LOVE LOVE SHOW（2022年1月7日、徳間書店、撮影：植野恵三郎）
- 週刊大衆デジタル写真集NUDE：16 高橋しょう子 Another（2022年5月20日、双葉社、撮影：篠原潔）
- show me! （2023年9月30日、ドラゴンフライブック）
- show me! （2023年9月30日、ドラゴンフライブック）
- show me! （2023年9月30日、ドラゴンフライブック）

### Webグラビア
- Graphis Gals 「Noble bomb」（2016年9月、撮影：野澤亘伸、グラフィス）
- Graphis Gals 「Madonna」（2017年7月、撮影：浜田一喜、グラフィス）

### トレーディングカード
- CJ SEXY CARD SERIES VOL.26 高橋しょう子 OFFICIAL CARD COLLECTION ～熱体夜～（2017年4月15日、ジュートク）
- ジューシーハニー コレクションカード THE DELUXE 2017（2017年7月1日、ミント）※桐谷まつり、JULIA、佐倉絆との共同作品。
- CJ SEXY CARD SERIES VOL.41 高橋しょう子 OFFICIAL CARD COLLECTION ～美熱～（2018年7月28日、ジュートク）
- ジューシーハニー VOL.43（2018年10月27日、ミント）※明里つむぎ、栄川乃亜との共同作品。
- ジューシーハニー THE DELUXE 2019（2019年8月25日、ミント）※紗倉まな、浜崎真緒、阿部乃みくとの共同作品。

## その他

### グッズ
- 数量限定 MUTEKI 10周年記念 枕カバー【添い寝バージョン】（2019年1月1日、MUTEKI）
- 完全受注生産 高橋しょう子 等身大おっぱいマウスパッド（2019年2月28日、MUTEKI）

### アダルトグッズ
2018年
- メモリアル限定版 高橋しょう子の愛液ローション（4月25日、日暮里ギフト）※ノーマルタイプ・ローション
- 名器の証明ファイル No.011 高橋しょう子（5月15日、日暮里ギフト）※非貫通オナホール
- 高橋しょう子の濃厚糸引き愛液ろーしょん（8月8日、日暮里ギフト）※ノーマルタイプ・ローション
- 高橋しょう子がイっちゃったバイブ!（8月8日、日暮里ギフト）※バイブレーター
- AV ONA CUP ＃010 高橋しょう子（12月3日、日暮里ギフト）※非貫通オナホール
- 痴女ナースの性感治療 高橋しょう子（12月5日、日暮里ギフト）※非貫通オナホール
- 痴女ナースの淫汁 高橋しょう子（12月5日、日暮里ギフト）※ノーマルタイプ・ローション
- 高橋しょう子 濃厚擬似精液ローション（12月5日、日暮里ギフト）※ノーマルタイプ・ローション
- 激フェラ たかしょー降臨 高橋しょう子（12月20日、日暮里ギフト）※非貫通オナホール